# Justin Simien
Justin Simien (nacido el 7 de mayo de 1983) es un cineasta, actor y autor estadounidense. Su primer largometraje, Dear White People, ganó el premio especial dramático del jurado de Estados Unidos. Al talento innovador en el Festival de Cine de Sundance de 2014. Simien también ha sido incluida en la lista de los "10 directores a seguir" de Variety de 2013. La película se adaptó más tarde a la serie de Netflix del mismo nombre (2017-2021).

## Primeros años
Simien nació el 7 de mayo de 1983 en Houston, Texas. Es el hijo de Anna Simien. Criado en el área metropolitana, asistió a la High School for the Performing and Visual Arts. Después de graduarse, estudió cine en la Universidad Chapman de California. Simien trabajó en varios trabajos en Los Ángeles antes de dirigir su primer largometraje, incluido el de gerente de redes sociales en Sony Television, asistente de publicidad en Focus Features y coordinador de publicidad en Paramount Pictures.

## Carrera
Simien dirigió tres cortometrajes antes de Dear White People : Rings (2006), My Women: Inst Msgs (2009) e INST MSGS (Instant Messages) (2009).
Simien comenzó a trabajar en lo que se convertiría en Dear White People en 2006, con la inspiración para el guion proveniente de sus sentimientos mientras asistía a la Universidad Chapman, predominantemente blanca. En 2012, creó un tráiler conceptual utilizando su reembolso de impuestos como financiación. Con el tráiler conceptual como pieza central, lanzó una campaña de financiación colectiva en Indiegogo para recaudar $ 25 000, pero obtuvo una respuesta abrumadora y logró recaudar $ 40 000 en su lugar.
La película se estrenó en competencia en la Categoría Dramática de Estados Unidos en el Festival de Cine de Sundance 2014 el 18 de enero de 2014. La película comenzó su estreno en cines en los Estados Unidos el 17 de octubre de 2014. En su estreno El fin de semana, la película recaudó $ 344 000 en solo once ubicaciones por un impresionante promedio de $ 31 273 por teatro.
Dear White People ganó a Simien el premio especial dramático del jurado de EE. UU. Por su talento innovador en el Festival de Cine de Sundance de 2014 y el "Premio del Público" en el Festival Internacional de Cine de San Francisco de 2014. Simien también ha sido incluida en la lista de "10 directores a seguir" de Variety en 2013.
El 5 de mayo de 2016, Lionsgate anunció un acuerdo para producir una serie de televisión Dear White People basada en la película y distribuida a través de Netflix con los primeros diez episodios del programa escritos por Simien. La serie fue lanzada en abril de 2017 con gran éxito de crítica. Peter Debruge, que escribe para Variety, elogió la escritura, la dirección, los comentarios sociales y el elenco. The New York Times elogió el análisis de la serie de preocupaciones como la apropiación, la asimilación y el conflicto. En junio de 2017, la serie se renovó para una segunda temporada, que se lanzó en mayo de 2018. El 21 de junio de 2018, la serie se renovó para una tercera temporada, que se lanzó en agosto de 2019. El 2 de octubre de 2019, la serie fue renovada para su cuarta y última temporada, que constará de 10 episodios que se estrenarán en 2020.
Fue el escritor, director y compositor de la comedia de terror de 2020 Bad Hair. Tuvo su estreno mundial en el Festival de Cine de Sundance de 2020. Poco después, Hulu adquirió los derechos de distribución de la película. Fue lanzado en un lanzamiento limitado el 16 de octubre de 2020, por Neon, seguido de transmisión digital en Hulu el 23 de octubre de 2020. La película recibió críticas mixtas de los críticos.
En 2019, Simien lanzó su productora, Culture Machine.
En Disney Día del Inversor 2020, fue anunciado como el productor ejecutivo para una nueva serie de Disney+ sobre Lando Calrissian, llamado Lando.
En abril de 2021, Simien firmó para dirigir una nueva adaptación cinematográfica de la atracción del parque temático de Disney, The Haunted Mansion. Más recientemente, firmó un contrato general con Paramount Television Studios.

### Influencias
Si bien se ha comparado a Simien con el director Spike Lee, Simien dice que no le agrada esta comparación porque no quiere ser "el próximo Spike Lee" sino "el próximo Justin Simien" (aunque le da crédito a Do the Right Thing de Lee con "mostrándole que es posible hacer este tipo de películas negras"). Simien también cuenta con Woody Allen e Ingmar Bergman entre sus influencias.

## Vida personal
En el estreno de Dear White People en el Festival de Cine de Sundance de 2014, Simien anunció públicamente que es gay.

## Filmografía

### Películas
| Año  | Película                      | Acreditado como                                | Papel         | Ref. |
| ---- | ----------------------------- | ---------------------------------------------- | ------------- | ---- |
| 2006 | Rings                         | Productor, director, escritor, editor          |               |      |
| 2009 | My Women: Inst Msgs           | Director, escritor, editor                     |               |      |
| 2009 | INST MSGS (Instant Messages)  | Coproductor, director, escritor, editor, actor |               |      |
| 2010 | Head                          | Productor                                      |               |      |
| 2011 | Save Me                       | Editor, gaffer                                 |               |      |
| 2010 | The Goldfish                  | Editor                                         |               |      |
| 2014 | Dear White People             | Director, escritor, productor                  |               |      |
| 2014 | Caught a Ghost: Get Your Life | Director                                       |               |      |
| 2015 | I Can't With You              | Actor                                          | Marshall      |      |
| 2020 | Bad Hair                      | Director, escritor, productor, compositor      | Reggie Watson |      |
| TBA  | Haunted Mansion               | Director                                       |               |      |

### Televisión
| Año       | Película                      | Acreditado como                                  | Papel                                                                          | Ref. |
| --------- | ----------------------------- | ------------------------------------------------ | ------------------------------------------------------------------------------ | ---- |
| 2017–2021 | Dear White People             | Creador, productor ejecutivo, escritor, director |                                                                                |      |
| 2021      | RuPaul's Drag Race: All Stars | Él mismo (juez invitado)                         | Temporada 6, Episodio: "The Charisma, Uniqueness, Nerve and Talent Monologues" |      |
| TBA       | Lando                         | Creador, productor ejecutivo, escritor           |                                                                                |      |